# Tania Aebi
Tania Aebi (7 oktober 1966) is de eerste vrouwelijke Amerikaanse solozeilster, die rond de wereld zeilde.

## Carrière als zeilster
Op 28 mei 1985, op 18-jarige leeftijd, begon ze aan een wereldreis aan boord van het acht meter lange zeiljacht Varuna, een Contessa 26. Met deze wereldreis is ze de eerste vrouw die solo rond de wereld zeilde, en tot 2012 was ze wereldrecordhoudster jongste solozeiler die de wereld rond reisde. Dit record staat nu op naam van de Nederlandse Laura Dekker, die op 16-jarige leeftijd haar wereldreis beëindigde.
Aebi begon, samen met haar kat, aan haar tocht zonder al te veel voorbereiding, maar vastberaden om haar doel te bereiken. Aebi had nauwelijks zeilervaring en had geen gps-ontvanger aan boord, aangezien het gps-systeem toen nog niet operationeel was voor civiel gebruik. Ze maakte gebruik van een sextant voor astronavigatie en had een radiorichtingzoeker aan boord. Bovendien maakte ze geen proefvaart met haar zeilboot, waardoor ze onderweg te maken kreeg met fabricagefouten die voordien makkelijk bijgesteld konden worden. Ondanks de vele uitdagingen, bereikte ze ruim tweeënhalf jaar later haar doel.
Op 6 november 1987 zeilde ze de haven van New York binnen, waar vrienden, familie en nieuwsploegen haar stonden op te wachten. Door haar wereldreis leerde ze niet alleen uitstekend zeilen en navigeren, maar kreeg zij ook vertrouwen in anderen, het leven en zichzelf.
In 1989 verscheen haar boek Solo, een verslag waarin zij haar ontmoetingen en ervaringen op zee tijdens de expeditie beschrijft. In 2005 publiceerde ze haar tweede boek, I've Been Around. Tegenwoordig woont Aebi in Korinthe (Vermont) en schrijft ze columns over zeilen voor verschillende tijdschriften.

## Solozeiltocht
- New York – Bermuda (30/5 – 12/6/85)
- Bermuda – St. Thomas (20/6 – 1/7/85)
- St. Thomas – Panama (17/7 – 27/7/85)
- Panama – Galápos ´(9/1 – 18/9/85)
- Galápos´- Marquesas (29/9 – 23/10/85)
- Marquesas – Tahiti/Moorea (28/11 – 6/12/85)
- Moorea – Samoa (9/5/86 – 27/5/86)
- Samoa – Wallis (21/6 – 23/6/86)
- Wallis – Futuna (7/7 – 8/7/86)
- Futuna – Vanuatu (10/7 – 17/7/86)
- Vanuatu – Cairns (21/8 – 4/9/86)
- Cairns – Thursday Eil. (19/9 – 10/10/86)
- Thursday Eil. – Bali (20/10 – 20/11/86)
- Bali – Christmas Eil. (27/11 – 2/12/86)
- Christmas Eil. – Sri Lanka (8/12/86 – 8/1/87)
- Sri Lanka – Djibouti (10/2 – 9/3/87)
- Djibouti – Port Soedan (24/3 – 6/4/87)
- Port Soedan – Suez (30/4 – 3/7/87)
- Suez – Kreta – Malta (3/7 – 24/7/87)
- Malta – Gibraltar (22/8 – 8/9/87)
- Gibraltar – New York (16/9 – 6/11/87)

## Boeken
- Tania Aebi (1989). Solo. Hollandia BV. ISBN 978 90 6410297 4.
- Tania Aebi (2005). I've Been Around. Sheridan House. ISBN 1 57409 213 8.